# Albert Bensoussan
Pour les articles homonymes, voir Bensoussan.
Albert Bensoussan, né le 8 avril 1935 à Alger, est un romancier, traducteur et docteur ès lettres français.

## Biographie
Agrégé d'espagnol en 1960, il exerça son activité de professeur au lycée Bugeaud à Alger jusqu'en 1961. Assistant à la Sorbonne à partir de 1963, il fut professeur de littérature espagnole à l'université Rennes-II de 1978 à 1995,.
Il est titulaire de deux doctorats : Docteur en études ibériques (doctorat de 3ème cycle) en 1966 et Docteur ès Lettres en 1978.
Il est l'un des membres fondateurs de l’Association des Traducteurs Littéraires de France.

## Œuvres

### Romans, récits, contes et poèmes
- Les Bagnoulis, Éditions Mercure de France, 1965. Repris dans Algérie, les romans de la guerre, Omnibus, 2002[5]
- Isbilia suivi de Foraine et de L'Éponge, Éditions P.-J. Oswald, 1970
- La Bréhaigne, Éditions Denoël, 1973
- Frimaldjézar, Éditions Calmann-Lévy, 1976  (ISBN 2-7021-0105-4)
- Au nadir, Éditions Flammarion, 1978  (ISBN 2-08-064109-3)
- Le Dernier Devoir, Éditions l'Harmattan, 1988  (ISBN 2-85802-953-9)
- Mirage à 3, Éditions l'Harmattan, 1989  (ISBN 2-7384-0254-2)
- Le Marrane ou La Confession d'un traître, Éditions l'Harmattan, 1991  (ISBN 2-7384-0908-3)
- Visage de ton absence, Éditions l'Harmattan, 1991  (ISBN 2-7384-0882-6)
- Djebel-Amour ou L'arche naufragère, Éditions l'Harmattan, 1992  (ISBN 2-7384-1702-7)
- La Ville sur les eaux, Éditions l'Harmattan, 1992  (ISBN 2-7384-1651-9)
- Une saison à Aigues-les-Bains, Éditions Maurice Nadeau, 1993  (ISBN 2-86231-115-4)
- Le Félipou : contes de la sixième heure, Éditions l'Harmattan, 1994  (ISBN 2-7384-2569-0)
- Les Anges de Sodome, Éditions Maurice Nadeau, 1996  (ISBN 2-86231-133-2)
- Les Eaux d'arrière-saison, Éditions l'Harmattan, 1996  (ISBN 2-7384-4358-3)
- L’Œil de la sultane, Éditions l'Harmattan, 1996  (ISBN 2-7384-3887-3)
- Le Chant silencieux des chouettes, Éditions l'Harmattan, 1997  (ISBN 2-7384-5983-8)
- Le Chemin des aqueducs, Éditions l'Harmattan, 1998  (ISBN 2-7384-7317-2)
- Pour une poignée de dattes, Éditions Maurice Nadeau, 2001  (ISBN 2-86231-166-9)
- Aldjezar, Éditions Al Manar, 2003  (ISBN 2-913896-22-7)
- Mes Algériennes, Éditions Al Manar, 2004  (ISBN 2-913896-28-6)
- Dans la véranda, Éditions Al Manar, 2007  (ISBN 978-2-913896-51-2)
- Voyage en recouvrance, Éditions l'Harmattan, 2008  (ISBN 978-2-296-05725-8)
- Belles et beaux, Éditions Al Manar, 2010  (ISBN 978-2-913896-80-2)
- Failles, Éditions Apogée, 2011  (ISBN 978-2-84398-380-1)
- L'Immémorieuse, Éditions Apogée, 2012  (ISBN 978-2-84398-400-6)
- Guildo blues, Éditions Apogée, 2013  (ISBN 978-2-84398-434-1)
- L'Orpailleur, Éditions Al Manar - Alain Gorius, 2013  (ISBN 979-10-90836-16-7)
- La tendre indifférence, Éditions Le Réalgar, 2021

### Essais, biographies, littératures
- L'Humanisme dans la pensée juive médiévale..., Éditions du Congrès juif mondial et de la Commission culturelle juive d'Algérie, 1957
- José Yxart, 1852-1895 : théâtre et critique à Barcelone, Atelier national reprod. th. Univ. Lille 3, 1982
- L'Échelle de Mesrod ou Parcours algérien de mémoire juive, Éditions l'Harmattan, 1984
- Manuel de versification espagnole avec Mathilde Bensoussan, Presses universitaires de Rennes 2, 1986  (ISBN 2-86847-004-1)
- Versification espagnole et Petit traité des figures avec Mathilde Bensoussan et Claude Le Bigot, Presses de l'Université de Rennes, 1992  (ISBN 2-86847-050-5)
- L'Échelle sépharade, Éditions l'Harmattan, 1993  (ISBN 2-7384-2128-8)
- Confessions d'un traître : essai sur la traduction, Presses universitaires de Rennes, 1995  (ISBN 2-86847-140-4)
- Retour des caravelles : lettres latino-américaines d'aujourd'hui, Presses universitaires de Rennes, 1999  (ISBN 2-86847-402-0)
- L'Échelle algérienne : voies juives, Éditions l'Harmattan, 2001  (ISBN 2-7475-0406-9)
- J'avoue que j'ai trahi : essai libre sur la traduction, Éditions l'Harmattan, 2005  (ISBN 2-7475-8544-1)
- Federico García Lorca, Éditions Gallimard, 2010  (ISBN 978-2-07-035583-9)
- Mario Vargas Llosa, écrivain du monde. Gallimard, coll. « Arcades », 2010, 240 p.[6],[7],[8]
- Albert Bensoussan, Claude Couffon, Dodik Jegou,  Entretien avec Mario Vargas Llosa, suivi de  Ma parente d'Arequipa (nouvelle inédite), collection Caravelles, éditions Terre de Brume, mars 2003, 78.p.  (ISBN 2-84362-197-6)
- Ce que je sais de Vargas Llosa, Éditions François Bourin, 2011  (ISBN 978-2-84941-250-3)
- Édith Piaf, Éditions Gallimard, 2013  (ISBN 978-2-07-044932-3)
- Verdi, Éditions Gallimard, 2013  (ISBN 978-2-07-044379-6)
- Du vortex des langues au dévoilement de Babel, entretien avec Jean-Louis Coatrieux, revue Hopala! La Bretagne au monde no 47, mars 2015.

### Traductions
- Pline et les petites rouquines (Las Hermanas coloradas) de Francisco García Pavón, Éditions Calmann-Lévy, 1971
- La Guérilla Tupamara (La Guerrilla Tupamara) de María Esther Gilio, avec Mathilde Bensoussan, Éditions Calmann-Lévy, 1972
- Julius (Un Mundo para Julius) de Alfredo Bryce Echenique, Éditions Calmann-Lévy, 1973
- Nous deux (Nosotros dos) de Néstor Sánchez, Éditions Gallimard, 1974
- Les Chiots suivi de Les Caïds (Los Cachorros, Los Jefesde) Mario Vargas Llosa, avec Sylvie Léger et Bernard Sesé, Éditions Gallimard, 1974  (ISBN 2-07-028940-0)
- La Maison qui brûle la nuit (La Casa que arde de noche) de Ricardo Garibay, Éditions Albin Michel, 1975  (ISBN 2-226-00171-9)[9]
- Pitre de la langue (Cómico de la lengua) de Néstor Sánchez, Éditions Gallimard, 1975  (ISBN 2-07-029312-2)
- Pantaleón et les visiteuses (Pantaleón y las visitadoras) de Mario Vargas Llosa, Éditions Gallimard, 1975
- Le Mai argentin (Cicatrices) de Juan José Saer, Éditions Denoël, 1976
- Ce dimanche-là (Este domingo) de José Donoso, Éditions Calmann-Lévy, 1978  (ISBN 2-7021-0255-7)
- Doble dos : l'espion qui ébranla le franquisme (Operación Doble dos) de Gonzalo Suárez, Éditions Gallimard, 1978
- L'Orgie perpétuelle : Flaubert et "Madame Bovary" (La orgía perpetua : Flaubert y "Madame Bovary") de Mario Vargas Llosa, Éditions Gallimard, 1978
- Orbis oscillantis (O) de Guillermo Cabrera Infante, Éditions Flammarion, 1979  (ISBN 2-08-064261-8)
- Le Baiser de la femme-araignée (El Beso de la mujer araña) de Manuel Puig, Éditions du Seuil, 1979  (ISBN 2-02-005355-1)
- La Tante Julia et le Scribouillard (La tía Julia y el escribidor) de Mario Vargas Llosa, Éditions Gallimard, 1979  (ISBN 2-07-028938-9)
- La Passion selon san Pedro Balbuena : qui fut tant de fois Pierre et ne put jamais renier personne (Tantas veces Pedro) de Alfredo Bryce Echenique, avec Micheline Maurel Lescure, Éditions Flammarion, 1980  (ISBN 2-08-064303-7)
- Casa de campo de José Donoso, Éditions Calmann-Lévy, 1980  (ISBN 2-7021-0345-6)
- Rumeur de Prague (Rumor de Pragua) de Luis López Alvarez, Éditions de l'Herne, 1980  (ISBN 2-85197-901-9)
- Ce dimanche-là (Este domingo) de José Donoso, avec Mathilde Bensoussan, Éditions Rombaldi, 1981  (ISBN 2-231-00487-9)
- La Mystérieuse disparition de la jeune marquise de Loria (La Misteriosa desaparición de la marquesita de Loria) de José Donoso, avec Mathilde Bensoussan, Éditions Presses de la Renaissance, 1981  (ISBN 2-85616-211-8)
- Pubis angelical de Manuel Puig, Éditions Gallimard, 1981
- Introduction aux vases orphiques (Introducción a los vasos orficos) de José Lezama Lima, Éditions Flammarion, 1983  (ISBN 2-08-064522-6)
- Héritages : poèmes choisis de Heberto Padilla, Éditions Belfond, 1983  (ISBN 2-7144-1615-2)
- La Demoiselle de Tacna (La señorita de Tacna) de Mario Vargas Llosa, Éditions Gallimard, 1983  (ISBN 2-07-025349-X)
- La Guerre de la fin du monde (La guerra del fin del mundo) de Mario Vargas Llosa, Éditions Gallimard, 1983  (ISBN 2-07-025981-1)
- Malédiction éternelle à qui lira ces pages (Maldición eterna a quien lea estas páginas) de Manuel Puig, Éditions Gallimard, 1984  (ISBN 2-07-070091-7)
- Botero de Mario Vargas Llosa, Éditions de la Différence, 1984  (ISBN 2-7291-0149-7)
- Le Lac de Côme (El Lago de Como) de Ramón Chao, Éditions Balland, 1986  (ISBN 2-7158-0563-2)
- Ramasse-vioques (Juntacadáveres) de Juan Carlos Onetti, Éditions Gallimard, 1986  (ISBN 2-07-070754-7)
- Sang de l'amour partagé (Sangre de amor correspondido) de Manuel Puig, Éditions Belfond, 1986  (ISBN 2-7144-1915-1)
- Histoire de Mayta (Historia de Mayta) de Mario Vargas Llosa, Éditions Gallimard, 1986  (ISBN 2-07-070629-X)
- Julius de Alfredo Bryce Echenique, Éditions Presses Pocket, 1987  (ISBN 2-266-02065-X)
- La Fiancée volée (La Novia robada) de Juan Carlos Onetti, Éditions Gallimard, 1987  (ISBN 2-07-071132-3)
- La Guerre de la fin du monde (La Guerra del fin del mundo) de Mario Vargas Llosa, Éditions Gallimard, 1987  (ISBN 2-07-037823-3)

## Distinctions
- 1985: Prix Cultura Latina[10]
- 2011 : Prix d'Académie pour l'ensemble de ses traductions[11].